# Curtis Blair

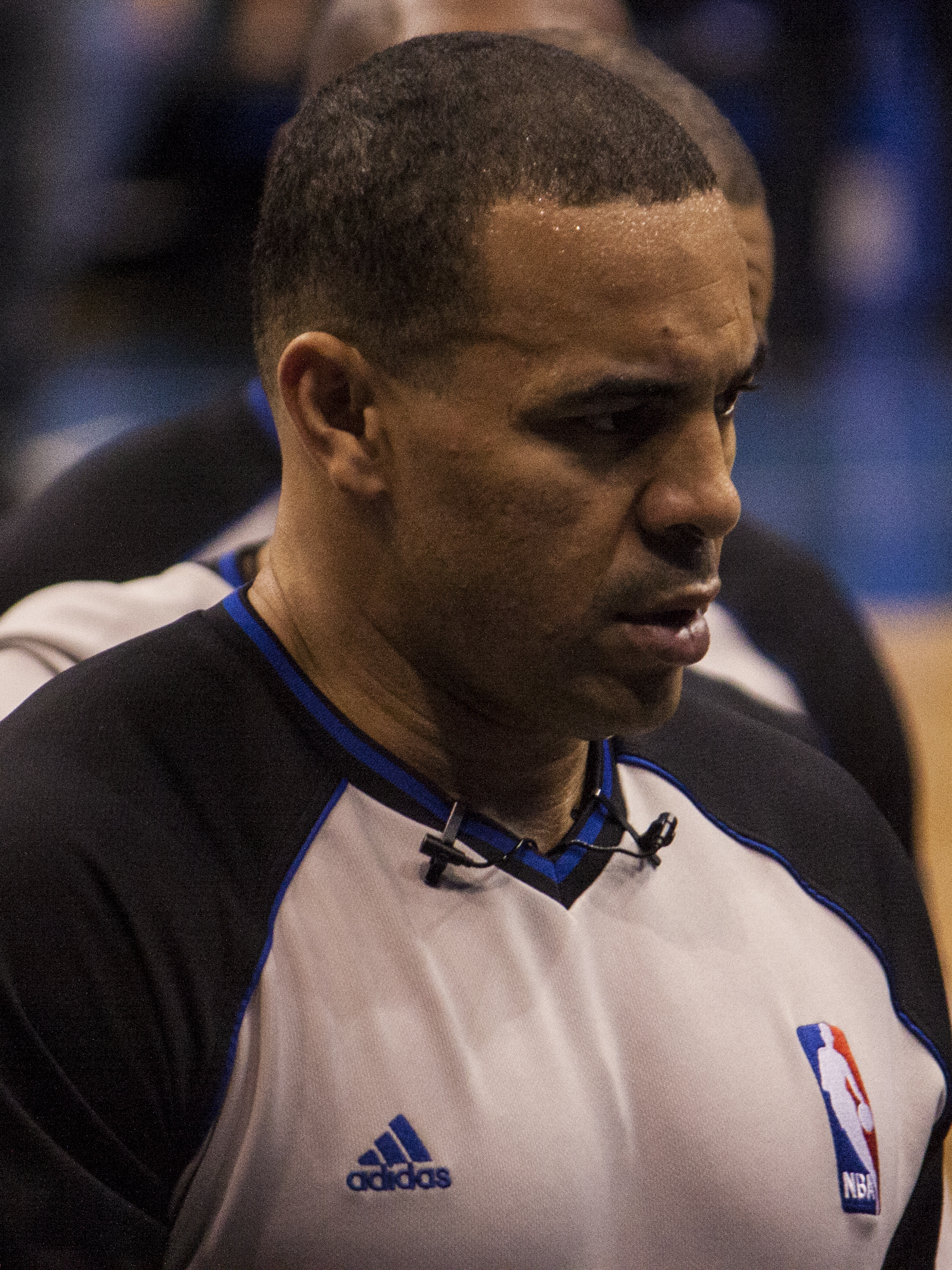
Curtis Blair im Dezember 2012

Curtis Blair (* 24. September 1970 in Roanoke, Virginia) ist ein US-amerikanischer Schiedsrichter im Basketball, der seit dem Jahr 2008 in der NBA tätig ist. Er trägt die Uniform mit der Nummer 74.

## Karriere

### College-Basketball
Vor dem Einstieg in die NBA arbeitete er als College-Basketballschiedsrichter u. a. in der Atlantic Coast Conference, Atlantic 10 Conference und Colonial Athletic Association.

### National Basketball Association
Blair begann im Jahr 2008 seine NBA-Schiedsrichterlaufbahn beim Spiel der Washington Wizards gegen die New Jersey Nets.
Zuvor war er sechs Jahre als Schiedsrichter in der NBA G-League tätig.